# Записки народного судьи Семёна Бузыкина
«Записки народного судьи Семёна Бузыкина» — повесть Виктора Курочкина. Повесть основана на личном опыте Курочкина (с 1949 по 1951 год писатель работал народным судьёй в посёлке Уторгош). Произведение долго не опубликовывалось (увидело свет лишь в 1988 году) ввиду цензурных соображений.

## Художественные особенности

### Автобиографичность
По словам вдовы Курочкина Г. Е. Нестеровой-Курочкиной в повести лирическое «я» выступает в четырёх ипостасях: автор, рассказчик, действующее лицо и начинающий писатель. При этом она также отмечает, что произведение не являются полностью автобиографическим, ибо главный герой повести Бузыкин моложе Курочкина и относится к послевоенному поколению, а сам Курочкин — фронтовик. Кроме того, судьба судьи Курочкина была более драматичной, нежели судьба судьи Бузыкина. Тем не менее побудительные мотивы творчества и состояние души начинающего писателя Виктор Курочкин писал с себя. Стоит отметить, что авторское «я» имеет ещё одну определённую особенность — образ рассказчика в нём специально принижен эстетически, что позволяет читателю мысленно возвыситься над повествователем и обрести смелость составить об изображённых событиях самостоятельное суждение.